# Brita Schmitz-Hübsch

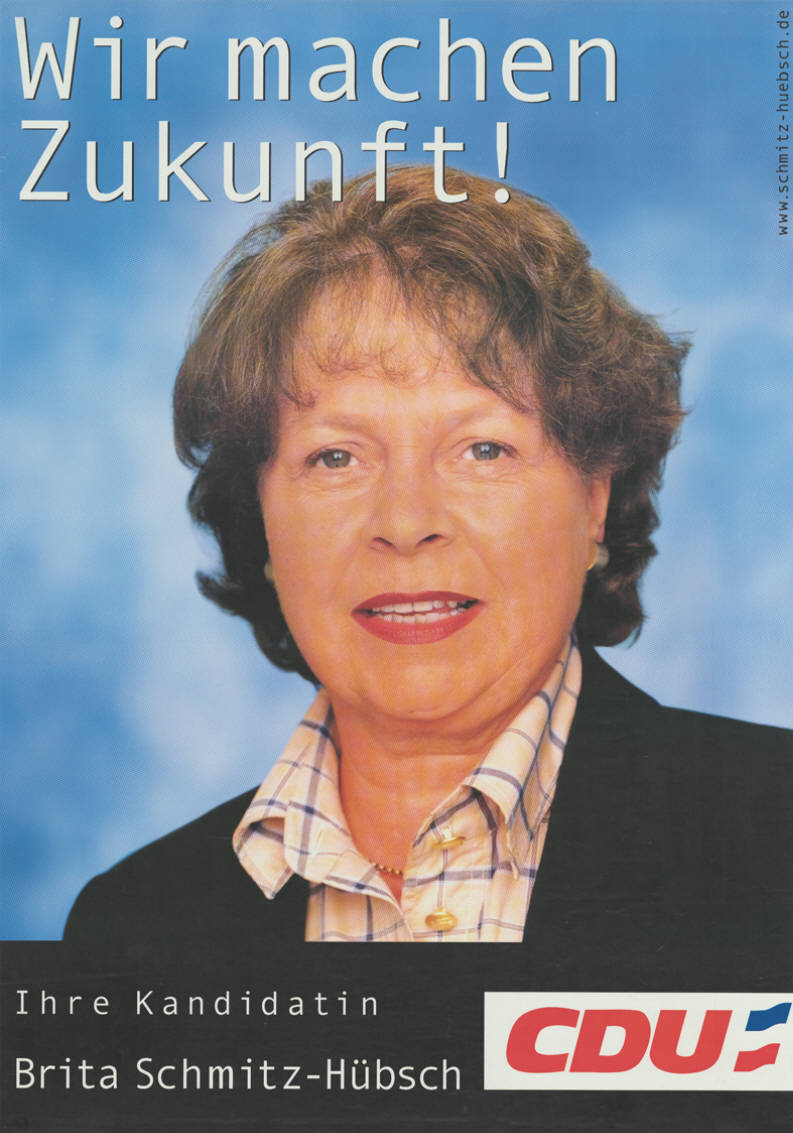
Brita Schmitz-Hübsch auf einem Landtagswahlplakat 2000

Brita Schmitz-Hübsch (* 24. Juni 1942 in Hamm (Westfalen)) ist eine deutsche Politikerin (CDU).

## Leben
Schmitz-Hübsch machte das Abitur am Freiherr-vom-Stein-Gymnasium in Bünde und studierte Wirtschaftswissenschaften an der Universität Bonn. Nach der Prüfung zur Diplom-Volkswirtin war sie wissenschaftliche Mitarbeiterin der Konrad-Adenauer-Stiftung. Sie war zunächst als freie Handelsvertreterin und danach als Hausfrau tätig, danach folgte eine Lehrtätigkeit an der PH Flensburg im Fach Klavier. Sie gehörte dem Vertriebsinnendienst einer Software-Firma an und war Lehrbeauftragte bei der WAK Schleswig-Holstein.
Schmitz-Hübsch war Mitglied im CDU-Kreisvorstand Flensburg und dort Kreisvorsitzende. Sie gehörte dem Landesvorstand der CDU an und war Bürgerschaftliches Mitglied im Kulturausschuss der Stadt Flensburg sowie von 1990 bis 1992 Mitglied der CDU-Ratsfraktion der Stadt Flensburg. Von 1992 bis 2005 saß sie im Landtag von Schleswig-Holstein.